# Église Saint-Maurice de Montbron
L'église Saint-Maurice est une église catholique située à Montbron, en France.

## Localisation
L'église est située dans le département français de la Charente, sur la commune de Montbron.

## Historique
L'édifice est classé au titre des monuments historiques en 1862.